# La Parroquia
La Parroquia (auch Tomayapo) ist eine Ortschaft im Departamento Tarija  im südamerikanischen Andenstaat Bolivien.

## Lage im Nahraum
La Parroquia ist zentraler Ort des Kantons Tomayapo im Municipio El Puente in der Provinz Eustaquio Méndez.  Die Ortschaft liegt auf einer Höhe von 2736 m  an der Mündung der Quebrada Lluscayo in den Río Tomayapo, einem rechten Nebenfluss des Río San Juan del Oro.

## Geographie
La Parroquia liegt im südöstlichen Teil der kargen Hochebene des bolivianischen Altiplano. Das Klima ist wegen der Binnenlage semi-arid und durch ein typisches  Tageszeitenklima gekennzeichnet, bei dem die mittleren Temperaturschwankungen zwischen Tag und Nacht in der Regel deutlich größer sind als die jahreszeitlichen Schwankungen. Die ausgeprägte Trockenzeit dauert mehr als die Hälfte des Jahres an.
Die mittlere Durchschnittstemperatur der Region liegt bei etwa 18 °C (siehe Klimadiagramm Las Carreras) und schwankt im Jahresverlauf zwischen knapp 14 °C im Juni/Juli und 21 °C im Januar. Der Jahresniederschlag beträgt kaum mehr als 400 mm, wobei die monatlichen Niederschläge in der Trockenzeit bei unter 20 mm liegen und nur im Südwinter Werte von knapp 100 mm erreichen.

## Verkehrsnetz
La Parroquia liegt in einer Entfernung von 75 Straßenkilometern nordwestlich von Tarija, der Hauptstadt des gleichnamigen Departamentos.
Von  Tarija aus führt die Nationalstraße Ruta 1 nach Norden, durchsticht die Cordillera de Sama in nordwestlicher Richtung und führt über die Ortschaft San Lorencito nach Cieneguillas und  weiter nach Camargo, Padcoyo und Potosí. Vier Kilometer westlich von Cieneguillas zweigt eine unbefestigte Landstraße in nordwestlicher Richtung von der Ruta 1 ab und erreicht La Parroquia nach weiteren neun Kilometern.

## Bevölkerung
Die Einwohnerzahl der Ortschaft ist im vergangenen Jahrzehnt zurückgegangen:
| Jahr | Einwohner         | Quelle       |
| ---- | ----------------- | ------------ |
| 1992 | keine Detaildaten | Volkszählung |
| 2001 | 172               | Volkszählung |
| 2012 | 147               | Volkszählung |
| 2024 |                   | Volkszählung |